# Николаевский сельсовет (Шумилинский район)
Николаевский сельсовет — административная единица на территории Шумилинского района Витебской области Республики Беларусь. Административный центр — деревня Николаево.

## Состав
Николаевский сельсовет включает 39 населённых пунктов:
- Андреево — деревня
- Бараньки — деревня
- Борки — деревня
- Буболи — деревня
- Гали — деревня
- Городок — деревня
- Гусинцы — деревня
- Долуево — деревня
- Дубовики — деревня
- Дубрава — деревня
- Ерашово — деревня
- Желудово — деревня
- Заборье — деревня
- Заборье — деревня
- Изгородище — деревня
- Илово — деревня
- Климово — деревня
- Козики — деревня
- Комачино — деревня
- Кордон — агрогородок
- Кральки — деревня
- Лакетчино — деревня
- Лобейки — деревня
- Михалово — деревня
- Мишковичи — деревня
- Мокраки — деревня
- Надежино — деревня
- Николаево — деревня
- Оболонье — деревня
- Рыпинщина — деревня
- Рыженьки — деревня
- Слобода — деревня
- Сутоки — деревня
- Тарасенки — деревня
- Федьково — деревня
- Шевяки — деревня
- Шедьки — деревня
- Шеляги — деревня
- Шодики — деревня